# 佩亚克
佩亚克（法語：Peillac，法語發音：[pɛjak] ⓘ）是法国莫尔比昂省的一个市镇，位于该省东部，属于瓦讷区。

## 地理
佩亚克（47°42'48"N, 2°13'9"W）面积24.57 平方千米，位于法国布列塔尼大區莫尔比昂省，该省份为法国西北部沿海省份，位于布列塔尼半岛南部，北起阿摩尔滨海省、西接菲尼斯泰尔省，南濒大西洋，东南接大西洋卢瓦尔省，东临伊勒-维莱讷省。
与佩亚克接壤的市镇（或旧市镇、城区）包括：莱富日雷、乌斯特河畔圣樊尚、圣雅屈莱潘、马朗萨克、圣格拉韦、乌斯特河畔圣马丹、拉加西伊。

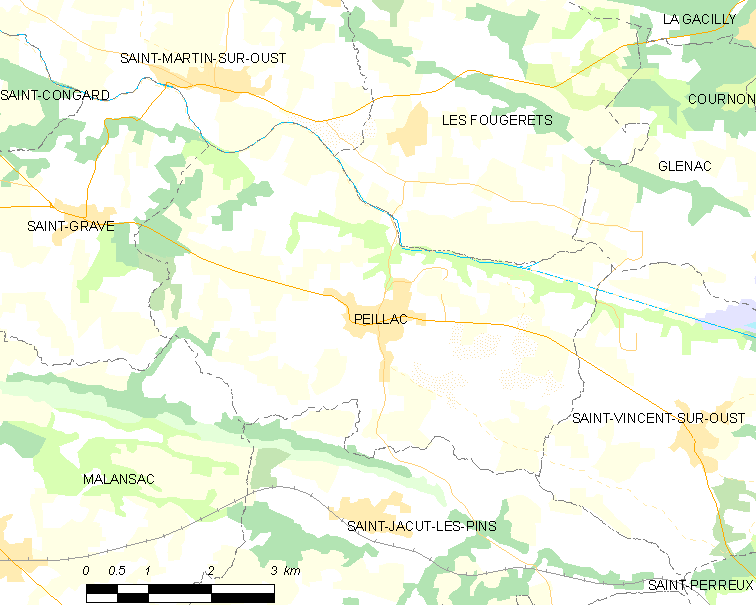
佩亚克的OSM定位图

佩亚克的时区为UTC+01:00、UTC+02:00（夏令时）。

## 行政
佩亚克的邮政编码为56220，INSEE市镇编码为56154。

## 政治
佩亚克所属的省级选区为盖尔县。

## 人口

1962-2008年间佩亚克人口变化图示

佩亚克于2022年1月1日时的人口数量为1865人。